# Viazac
Viazac är en kommun i departementet Lot i regionen Occitanien i södra Frankrike. Kommunen ligger i kantonen Figeac-Est som tillhör arrondissementet Figeac. År 2022 hade Viazac 339 invånare.

## Befolkningsutveckling
Antalet invånare i kommunen Viazac
| Referens: INSEE |